# ジェネレーション・スワイン
ジェネレーション・スワイン (Generation Swine）は、モトリー・クルーが1997年にリリースした7枚目のスタジオアルバム。1992年にバンドを解雇されたヴォーカルのヴィンス・ニールが復帰し、オリジナル・メンバーによって発表された。全米アルバムチャート第4位。
当初は前作（モトリー・クルー）同様のメンバーで製作されるはずだったが、バンドのセールス不振、ツアーも低迷していたためにレコード会社及びマネージメントがヴォーカルのジョン・コラビを解雇し、同じくソロ活動が不調になっていたヴィンスを再加入させることを強硬に主張。
裁判沙汰にまで対立していた両者だったが和解し、1997年1月27日のアメリカン・ミュージック・アワードで復活を発表。
今作製作直前になってジョン・コラビが解雇されたためソングライターとして彼の関わっている曲が複数存在している。
1998年、2003年におけるレーベル移籍の際にボーナストラック、エンハンスド・ビデオトラックが追加収録された。

## 収録曲
1. ファインド・マイセルフ - Find Myself  [2:51]
Words/Music:NikkiSixx,Mick Mars,Tommy Lee
2. アフレイド - Afraid  [4:07]
Words/Music:Sixx
3. フラッシュ - Flush [5:03]
Words/Music:Sixx,Lee,John Corabi
4. ジェネレーション・スワイン - Generation Swine [4:39]
Words/Music:Sixx,Lee
5. コンフェッションズ - Confessions [4:21]
Words/Music:Lee,Mars,Corabi
6. ビューティー - Beauty [3:47]
Words/Music:Sixx,Lee,Scott Humphrey
7. グリッター - Glitter [5:40]
Words/Music:Sixx,Humphrey,Bryan Adams
8. エニボディー・アウト・ゼア？ - Anybody Out There? [1:50]
Words/Music:Lee,Sixx
9. レット・アス・プレイ - Let Us Prey [4:22]
Words/Music:Sixx,Corabi
10. ロケットシップ - Rocketship [2:05]
Words/Music:Sixx
11. ア・ラット・ライク・ミー - A Rat Like Me [4:13]
Words/Music:Sixx
12. シャウト・アット・ザ・デヴィル'97 - Shout At The Devil'97 [3:43]
Words/Music:Sixx
13. ブランドン - Brandon [3:25]
Words/Music:Lee
14. アフレイド(スワイン・ミックス/ジンボ・ミックス) - Afraid(Swine/Jimbo Mix)  [3:58]＊ボーナストラック
Words/Music:Sixx
15. レック・ミー - Wreck Me [4:19]＊ボーナストラック
Words/Music:Lee,Vince Neil,Mars,Sixx
16. キス・ザ・スカイ - Kiss the Sky [4:47]＊ボーナストラック
Words/Music:Corabi, Lee, Neil, Mars, Sixx
17. ロケットシップ(アーリー・デモ) - Rocketship(early demo) [1:37]＊ボーナストラック
Words/Music:Sixx
18. コンフェッションズ(デモ・トミー・ヴォーカル) - Confessions(demo, Lee on vocals) [3:35]＊ボーナストラック
Words/Music:Lee,Mars
19. アフレイド - Afraid ＊エンハンスド・ビデオトラック

## 参加ミュージシャン
- ヴィンス・ニール (Vince Neil)  - ボーカル
- ミック・マーズ (Mick Mars)  - ギター
- ニッキー・シックス (Nikki Sixx)  - ベース
- トミー・リー (Tommy Lee)  - ドラム